# Front 242
Front 242 — музыкальная группа из Бельгии, играющая в жанре EBM. Основана в 1981 году. 

## История

### Годы 1981—1989
Группа Front 242 была основана в 1981 году Даниэлем Брессанутти и Диком Бергеном в Арсхоте, недалеко от Лёвена. Обоих людей объединяло увлечение экспериментальной электронной музыкой и графикой. Первый сингл дуэта назывался Principles и был выпущен в конце года на лейбле «New Dance» и не привлёк к себе особого внимания.
В 1982 к группе присоединились Patrick Codenys и Jean-Luc De Meyer — до этого они были известны как дуэт Under Viewer. В 1982 году два дуэта объединились. Jean-Luc De Meyer стал автором большинства текстов и ведущим вокалистом. Одним из принципов в новообразованной группе стал отказ от использования готовых пресетов в звуковом оборудовании. Создание своих оригинальных звуков и эксперименты со звуковой волной стали частью творческого процесса.
Второй сингл U-Men стал их первым значимым прорывом. Далее они выпустили свой первый альбом (LP), называвшийся Geography.
В 1983 к группе присоединился Richard 23 (aka Richard Jonckheere) (Tranik Ind.), вокалист и MC — харизматичная и неординарная личность. Покинул группу Dirk Bergen, но не насовсем. Он остался сотрудничать с Daniel Bressanutti в области графики. Издается EP Endless Riddance.
В 1984 году издается второй альбом (LP) — No Comment. С выходом в свет этого альбома происходит определение собственного оригинального стиля группы — Electronic Body Music или EBM, давшего впоследствии название новому пост-индустриальному подстилю. EBM по определению самих участников группы — это коллаж, синтез музыки и звуков, переработанных из медиаисточников или с ТВ, как собственная интерпретация Front 242 в отдельную музыкальную дисциплину.
Вместе с Ministry (под патронажем чикагского рекорд-лейбла Wax Trax!) они стартовали своё первое турне по США. В то время происходит создание артистической коммерческой структуры для поддержки самостоятельного продюсирования. Группа становится популярной у себя на родине.
В 1985 году выходит сингл Politics Of Pressure. Группа посещает несколько крупных европейских фестивалей и становится одной из сильных концертных групп. В том году собирается материал для сборника Backcatalogue изданного позже в 1987 году, посвященного ранним годам Front 242.
Серьёзный прорыв группы на музыкальную сцену случился с выходом в 1986 году сингла Interception и в 1987 году альбома (LP) Official Version на рекорд-лейбле Red Rhino Europe (RRE) в Европе на рекорд-лейбле Wax Trax! в США с последующим туром Official Warfare в поддержку альбома. Этот альбом имел более богатую звуковую картину в противовес минималистичным первым двум студийным альбомам Front 242. С октября 1987 года Front 242 участвует в качестве поддержки в турне Depeche Mode.
Ощутимый коммерческий успех и музыкальное признание пришли к группе с выходом (LP) Front by Front в 1988 году. Хит «Headhunter» (с одноимённым видеоклипом, снятым Антоном Корбейном) стал своеобразной визитной картой Front 242. Альбом был ориентирован на музыкальные массы и выдержан в танцевальных ритмах (для DJ на конвертах указывался bpm треков). В тот период группа изображалась на обложках многих серьёзных и не очень музыкальных изданий.

### Годы 1990—1999
Свой следующий студийный альбом (LP) Tyranny >For You< группа издала в 1991 году на мейджор рекорд-лейбле Epic Records (Sony BMG) в США. Звук стал более «плотным», «многослойным». Также Epic Records (Sony BMG) приобретает права у Wax Trax! на переиздание (The Catalogue 1981—1989) предыдущих оригинальных альбомов Front 242 с дополнительными материалами и в новом визуальном решении оформления конвертов дисков. Сингл Tragedy >For You< стал альтернативным клубным хитом и MTV запустило в ротацию видео, отснятое Anton Corbijn. В тот период впервые на песни Front 242 были изданы ремиксы другими коллективами — The Orb и The Prodigy.
В 1992 году происходит создание Art & Strategy, гибрида звукозаписывающего лейбла и творческой студии. Возглавили её Daniel Bressanutti и Richard 23. Студия Art & Strategy выставляла в Чикаго и Нью-Йорке свои первые работы (литографии в том числе) на Выставке Искусств. К ней был написан саундтрек, изданный под названием Art & Strategy 92 ограниченным тиражом в 1000 экземпляров.
В 1993 году в студию Front 242 приглашается Andy Wallace (который работал с Nirvana, Sonic Youth) для записи и мастеринга двух новых альбомов (LP) 06:21:03:11 Up Evil и (LP) 05:22:09:12 Off. Альбомы издаются на лейбле RRE (Red Rhino Europe) — подразделении Epic Records (Sony BMG). Изначально планировалось издать двойной CD. Идея музыкального наполнения альбомов 06:21:03:11 Up Evil и 05:22:09:12 Off основывалась на дуализме добра и зла. Впервые звук качественно поменялся: стали использоваться «живые» барабаны и гитара. Звуковая картина на 06:21:03:11 Up Evil была жесткой и хаотичной, а на 05:22:09:12 Off использовался женский вокал и звук был более мелодичен. Front 242 вплотную сотрудничает с Jean-Marc Pauly и Pierre Pauly (участниками бельгийской электронной группы Parade Ground) над 06:21:03:11 Up Evil и с Christine (Kristin?) Kowalski (aka 99 Kowalski) и Eran Westwood (участниками нью-йоркской группы Spill, которую Daniel Bressanutti и Patrick Codenys пригласили в Бельгию, чтобы выступить в роли их продюсеров) над 05:22:09:12 Off и EP Angels Versus Animals. В этом же году группа выступает на передвижном фестивале Lollapalooza. Сингл Religion занял верхние строчки топ-листов и альбом 06:21:03:11 Up Evil занимает почетное место в официальных чартах Великобритании на несколько недель. Видео Religion снято Jon Klein. Видео Animal снято John Wentworth. Европейское и американское турне 06:21:03:11 Up Evil.
После издания 06:21:03:11 Up Evil и 05:22:09:12 Off наступил период относительно затишья. Участники Front 242 больше уделяют внимания своим сторонним проектам. В это время издается концертный сборник Live Code — образец мощного, живого концертного выступления, записанный во время тура 06:21:03:11 Up Evil, и сборник ремиксов Mut@ge Mix@ge, на котором присутствуют обработки, созданные The Prodigy, The Orb, Underworld, Rico Conning. Каждый трек сборника был своеобразным «новым взглядом» на творчество Front 242 сквозь призму новых технологий и рифмов. В 1997 году Биллборд представляет Front 242 в издании «Top 500 Best Producers in Rock History».
В 1997—1998 годах после долгого молчания группа решила отправиться в мировое турне с материалами со своих последних альбомов. Выступая с живым звуком и в тонусе на многочисленных концертах участники группы закрепили за собой образ одной из сильнейших концертных групп. В 1998 году издается концертный сборник Re: boot ([:Re:Boot: (L. IV. E])), представляющий собой «второе дыхание» старых хитов. Прошлые песни группы были исполнены на новый лад с использованием новых цифровых технологий. Это был период вдохновления и воплощения многих музыкальных идей. Хотелось бы отметить, что группа стала активно использовать видеоряд на больших экранах позади сцены. В этом им активно помогает до сих пор Etienne Auger. Он же в 1996 году выступил режиссёром видеоклипа Happiness (underworld mix). Во время тура в группе появляется сессионный ударник Tim Kroker, который в настоящее время (2010 год) является участником группы. В конце девяностых группа начинает своё сотрудничество в США с лейблом Metropolis.
В 1999 году издается сборник обработок — трибьют на хит 1988 года Headhunter — Headhunter 2000. Это был новый взгляд на старые вещи. В записи трибьюта приняли участие коллеги Front 242 по лейблу Metropolis — Front Line Assembly, Haujobb, Funker Vogt, Leaether Strip, Apoptygma Berzerk и др. Внимания заслуживают: однодисковое издание лейбла Lightning Records (Бельгия), четырёхдисковое издание лейбла Zoth Ommog, однодисковое издание лейбла Energy Rekords (Швеция), двухдисковое издание лейбла Metropolis (США).

### Годы 2000—2009
В 2003 году, после продолжительного студийного молчания группа Front 242 издает EP Still & Raw и альбом (LP) Pulse. Звуковая картина этих изданий основана на эстетике 70-х и 80-х годов 20-го века, когда немецкие музыкальные группы вдохновлялись корнями современной электронной музыки. Группа перевернула свой оригинальный звук, который был центром их искусства и вдохновлял их более 20 лет. Аналоговые технологии и винтажные аппараты «пульсирующие сквозь разрушенные аудиотреки, где эмоции и исследования ведут к строгим электронным ритмам» — так об этих изданиях написали сами участники группы на своем официальном веб-сайте.
3 и 4 марта 2006 года группа Front 242 отметила свой 25-летний юбилей со своими поклонниками и друзьями в легендарном концертном зале Ancienne Belgique в Бельгии, Брюсселе. Группа дала два концерта и представила своим поклонникам музей-студию с выставленными экспонатами из жизни группы эпох 80-х и 90-х годов.
И как уже было в истории, участники группы Front 242 занялись своими сторонними и соло-проектами.
В 2006 группа объявила на своей страничке MySpace о работе над музыкой для игры Cipher Complex. В 2007 году группа объявила о создании на лейбле Alfa Matrix нового проекта 32CRASH. 32CRASH готовится к релизу альбома в октябре 2007 года после выпуска EPCD «Humanity». Ранние аудиопревью показывают, что проект очень электро(клешен).

## Состав
- Jean-Luc De Meyer — вокал
- Daniel Bressanutti — клавиши, программирование, микширование
- Patrick Codenys — клавиши, программирование, семплы
- Richard Jonckheere, часто представляется как «Richard 23» или «Richard JK» — перкуссия, вокал
- Tim Kroker — перкуссия, приглашённый музыкант, хотя и представлен на официальном сайте (http://www.front242.com) вместе с остальными участниками наравне

### Сессионные или приглашенные временные участники
- Dirk Bergen — указан как клавишник на (LP) Geography
- Jean-Marc Pauly — указан (в том числе) как автор песен и композитор на (LP) 06:21:03:11 Up Evil
- Pierre Pauly — указан (в том числе) как автор песен и композитор на (LP) 06:21:03:11 Up Evil
- Kristin Kowalski (99 Kowalski) — указана как автор, композитор и вокалистка на (LP) 05:22:09:12 Off, сингле Animal и EP Angels Versus Animals
- Eran Westwood — указан как автор, композитор и вокалист на (LP) 05:22:09:12 Off, сингле Animal и EP Angels Versus Animals
- John Dubs — указан как автор, композитор на сингле Animal и EP Angels Versus Animals
- Jean-Marc Lederman — указан как создатель ремиксов на EP Angels Versus Animals

## Дискография

### Альбомы (LP/CD)
- 1982 LP Geography (впервые на CD вышел в 1985 в Европе, в 1988 — в США)
- 1984 LP No Comment (впервые на CD вышел в 1985 в Европе, в 1988 — в США)
- 1987 CD Backcatalogue (компиляция, на LP не издавался)
- 1987 LP/CD Official Version
- 1988 LP/CD Front By Front
- 1991 LP/CD Tyranny >For You<
- 1992 CD Live Target (ограниченное издание 5000 шт., легализованный бутлег)
- 1992 CD The Catalogue 1981—1989 — переиздание первых 5-ти альбомов с доп. материалами
  - CD Geography
  - CD No Comment
  - CD Backcatalogue
  - CD Official Version
  - CD Front By Front
- 1993 LP/CD 06:21:03:11 Up Evil
- 1993 LP/CD 05:22:09:12 Off
- 1994 CD Live Code (концертный сборник)
- 1995 CD Mut@ge.Mix@ge (сборник ремиксов)
- 1998 LP/CD [:Re:Boot: (L.IV.E ]) (концертный сборник)
- 2003 CD Pulse (на LP не издавался)
- 2004 CD Geography (переиздание первого альбома)
  - CD Geography — одинарный CD
  - CD Geography — 6 200 копий, двойной CD
- 2008 CD/LP Moments 1 (концертный сборник, Vintage Tour)
  - LP Moments 1 — 242 копии, чёрный двойной винил
  - LP Moments 1 — 300 копий, полупрозрачный голубой двойной винил
  - LP Moments 1 — 300 копий, полупрозрачный красный двойной винил
  - LP Moments 1 — коллекционный пакет, включающий три вида двойного винила
  - CD Moments 1 — одинарный CD
  - CD Moments 1 — двойной CD, ограниченное издание
- 2013 CD/LP Transmission SE91
- 2014 Front 242: LIVE Cold Waves III (концертный сборник)

### Видео (VHS)
- 1991 Integration Eight X Ten (сборник видеоклипов)

### Видео (DVD)
- 2005 Catch The Men (концертный сборник)
- 2010 Moments in Budapest (концертная запись; Будапешт, Венгрия, дата записи — 6 декабря 2008 г.; ограниченное издание в 4000 копий; PAL; официальная дата релиза — 30 апреля 2010 г.)

### Синглы и EP (LP/CD)
- 1981 Principles
- 1982 U-Men
- 1983 Endless Riddance
- 1983 Two In One
- 1984 Live In Chicago
- 1985 No Shuffle
- 1985 Politics Of Pressure
- 1986 Interception
- 1986 Quite Unusual
- 1987 Masterhit
- 1988 Headhunter (7", 12", VCD)
- 1989 Never Stop! (7", 12")
- 1990 Tragedy >For You< (7", 12", EP)
- 1990 Tragedy >For You< Two (12")
- 1991 Mixed By Fear (EP)
- 1991 Rhythm Of Time (7", 12")
- 1993 Religion (12")
- 1993 Religion Two (12")
- 1993 Religion (Maxi, ограниченное издание)
- 1993 Animal (12", CD)
- 1994 Angels Versus Animals (EP)
- 1996 Happiness (12")
- 1999 Headhunter 2000
- 2003 Still & Raw (ограниченное издание, 10 000 копий)
- 2003 Still & Raw

### Клипы и видео
- Don’t Crash (clip, Unknown, 1980s)
- U-Men (clip, Marc De Meyer, 1982)
- Operating Tracks (clip, BRT / Roodfonk, 1984)
- Take One (clip, BRT / Roodfonk, 1984)
- Quite Unusual (clip, Serge Bergli / RTBF, 1986)
- Headhunter (clip, Anton Corbijn, 1988)
- Welcome To Paradise (clip, Anton Corbijn, 1988)
- Tragedy >For You< (clip, Anton Corbijn, 1990)
- Rhythm Of Time (clip, Peter Christofferson, 1991)
- Integration Eight X Ten (VHS, 1992)
- Religion (clip, Jon Klein / Conspiracy, 1993)
- Animal (clip, John Wentworth / Asymmetrical Prod., 1994)
- Happiness (clip, Etienne Auger / V-Form, 1996)
- Catch The Men (DVD, 2005)